# Romain Villa
Pour les articles homonymes, voir villa (homonymie).
Romain Villa, né le 27 avril 1985 à Charleville-Mézières, est un coureur cycliste français.

## Biographie
Romain Villa concourt sur route et en cyclo-cross durant ses jeunes années. Il acquiert quatre titres nationaux dans cette discipline en catégories cadet (2001), junior (2002) et espoir (2005 et 2007). Lors des championnats du monde de cyclo-cross 2007, il décroche la médaille de bronze en espoirs, derrière Lars Boom et Niels Albert.
Membre de l'UV Aube dans les rangs amateurs, il remporte en 2006 une étape du Tour Alsace et des places d'honneurs en Coupe des Nations. Il est recruté par l'équipe Cofidis en tant que stagiaire à la fin de la saison 2007, puis signe un contrat professionnel pour les saisons 2008 et 2009. 
Il retourne chez les amateurs en 2010 et il remporte notamment le championnat de Bourgogne.
En 2011, Romain revient à l'Entente Cycliste Villers-Semeuse Boulzicourt, club dans lequel il a débuté.

## Palmarès en cyclo-cross
- 2000-2001
  -  Champion de France de cyclo-cross cadets
- 2001-2002
  -  Champion de France de cyclo-cross juniors
- 2002-2003
  - Vainqueur du Challenge la France cycliste de cyclo-cross juniors
- 2004-2005
  -  Champion de France de cyclo-cross espoirs
  - Vainqueur du Challenge la France cycliste de cyclo-cross espoirs
- 2005-2006
  - Vainqueur du Challenge la France cycliste de cyclo-cross espoirs
- 2006-2007
  -  Champion de France de cyclo-cross espoirs
  -  Médaillé de bronze au championnat du monde de cyclo-cross espoirs

## Palmarès sur route
- 2007
  - 4e étape du Tour Alsace
  - 3e du Circuit Jean Bart
- 2010
  - 1re étape du Circuit de Saône-et-Loire
  - 3e du Circuit de Saône-et-Loire
  - 3e du Tour de Franche-Comté